# Francesco Scafarelli
Francesco Scafarelli (Firenze, 23 ottobre 1933 – Bernalda, 3 dicembre 2007) è stato uno scacchista italiano, Maestro Internazionale.
Laureatosi in ingegneria, si è trasferito da Firenze a Napoli per motivi di lavoro.

## Carriera scacchistica
Ottenne il titolo di Maestro nel campionato italiano del 1952 a Ferrara.
Nel 1953 rappresentò l'Italia al Campionato del mondo juniores di scacchi di Copenaghen.
Vinse il campionato italiano dei giovani nel torneo 1958-59 a Varazze.
Vinse tre campionati italiani a squadre, nel 1960 a Lerici con l'Accademia Scacchistica Napoletana, nel 1969 col Circolo Centurini di Genova e nel 1991 ancora col Circolo Centurini, quando la manifestazione assunse temporaneamente la denominazione di Coppa Italia a squadre.
Tra i suoi migliori risultati: 3º a Southsea e a Lucerna nel 1952; 3º a Beverwijk nel 1956, dove ottenne il titolo di Maestro internazionale (la manifestazione in anni successivi è stata spostata nella vicina Wijk aan Zee, dove ancora si svolge annualmente uno dei più importanti tornei ad inviti del mondo); 1º nel torneo Exeter di Madrid, 2º a Napoli e nel torneo B di Beverwijk nel 1962.
Nel 1957 giocò a Firenze contro il futuro Campione del Mondo Michail Tal', in occasione di una tournée italiana della squadra di Riga, riuscendo a pattare la seconda di due partite.
Per la squadra italiana giocò alle olimpiadi di Helsinki 1952 e alle olimpiadi di Amsterdam 1954; in queste ultime vinse la medaglia di bronzo in 4a scacchiera, con 12½ su 17. Giocò anche nelle prime tre edizioni della Clare Benedict Cup e in molti match contro altre squadre europee: la Svizzera nel 1952 a Losanna, l'Austria nel 1952 a Vienna, la Jugoslavia nel 1954 a Sirmione e nel 1955 a Lubiana, la Cecoslovacchia nel 1957 a Praga, ancora la Svizzera nel 1958 a Baveno e nel 1969 a Como.
Nel 1960, in occasione della tournée della squadra di Budapest in Italia, curiosamente giocò in prima scacchiera in tutte e tre le sfide Firenze-Budapest, Roma-Budapest e Napoli-Budapest, vincendo a Firenze con il forte GM László Szabó.
Trasferitosi successivamente in Basilicata, negli ultimi anni di carriera tornò a giocare nella massima serie del Campionato Italiano a squadre con l'Accademia Scacchi Potenza. Prese parte anche alla finale 2001 del Campionato Italiano individuale, 54 anni dopo la sua prima partecipazione, solo quattordicenne, a Roma 1947.
Scafarelli ha inoltre collaborato con la rivista Il giornale degli scacchi e del bridge, mensile fondato nel 1973 dal maestro napoletano Dario Cecaro (1930-2024) sull'onda del match Fischer-Spasskij, di cui sono usciti in edicola nove numeri dal marzo al dicembre 1973. Nel 1980 Scafarelli ha pubblicato un libro di scacchi sulla difesa siciliana, intitolato Le mie 50 siciliane.

## Partite notevoli
- Scafarelli - Fedir Bohatyrčuk, Olimp. Amsterdam 1954, difesa vecchia indiana A15, 1-0, su chessgames.com.
- Scafarelli - Alexander Premeshuber, Olimp. Amsterdam 1954, Est-indiana E60, 1-0, su chessgames.com.
- Aleksandar Matanović - Scafarelli, Hoogovens 1956, Siciliana Richter-Rauzer B67, 0-1, su chessgames.com.
- Scafarelli - Theo Van Scheltinga, Hoogovens 1956, Semislava D45, 1-0, su chessgames.com.